# 川崎市立井田病院
川崎市立井田病院（かわさきしりついだびょういん）は、神奈川県川崎市中原区井田に所在する市立病院である。災害拠点病院に指定されている。

## 診療科
- 内科
- 呼吸器内科
- 循環器内科
- 消化器内科
- 血液内科
- 腫瘍内科
- 糖尿病内科
- 腎臓内科
- 神経内科
- 感染症内科
- 人工透析内科
- 肝臓内科
- 緩和ケア内科
- 外科
- 呼吸器外科
- 心臓血管外科
- 消化器外科
- 乳腺外科
- 整形外科
- 脳神経外科
- 形成外科
- 精神科
- アレルギー科
- リウマチ科
- 皮膚科
- 泌尿器科
- 婦人科
- 眼科
- 耳鼻咽喉科
- リハビリテーション科
- 放射線診断科
- 放射線治療科
- 病理診断科
- 救急科
- 麻酔科
- 歯科
- 歯科口腔外科

## 医療機関の指定・認定
- 保険医療機関[1]
- 労災保険指定医療機関[1]
- 指定自立支援医療機関（更生医療・精神通院医療）[1]
- 身体障害者福祉法指定医の配置されている医療機関[1]
- 精神保健指定医の配置されている医療機関[1]
- 生活保護法指定医療機関[1]
- 結核指定医療機関[1]
- 指定小児慢性特定疾病医療機関[1]
- 難病の患者に対する医療等に関する法律に基づく指定医療機関[1]
- 原子爆弾被害者指定医療機関[1]
- 原子爆弾被害者一般疾病医療機関[1]
- 感染症指定医療機関[1]（第二種感染症指定医療機関[2]）
- 公害医療機関[1]
- 臨床研修病院（基幹型[3]）[1]
- がん診療連携拠点病院等[1]
- エイズ治療拠点病院[1]
- 在宅療養後方支援病院[1]
- DPC対象病院[1]
- 外国人患者を受け入れる拠点的な医療機関[1]
- 救急告示病院[4]
- NPO法人卒後臨床研修評価機構認定病院[5]
- 公益財団法人日本医療機能評価機構認定病院[6]
- このほか、各種法令による指定・認定病院であるとともに、各学会の認定施設でもある。

## 交通アクセス
- 東急東横線・東急目黒線・横浜市営地下鉄グリーンライン「日吉駅」 より東急バス日23乗車、「井田病院正門前」停留所下車[7]または、同駅から井田方面に徒歩15分程度
- 東急東横線・東急目黒線「元住吉」より川崎市バス杉01・杉02・川66乗車、「井田病院」停留所下車[7]
または、同駅から井田方面に徒歩25分程度（駅ホームから病院を見ることができる）
- JR南武線「武蔵新城駅」より川崎市バス川68乗車、「井田病院」停留所下車[7]
- JR南武線・東急東横線・東急目黒線「小杉駅東口」より川崎市バス杉01・杉02乗車、「井田病院」停留所下車[7]
- JR横須賀線・湘南新宿ライン「横須賀線小杉駅」より川崎市バス杉02乗車、「井田病院」停留所下車[7]
- 東急田園都市線「宮前平駅」より川崎市バス城11乗車、「井田病院」停留所下車[7]
- JR東海道本線・JR京浜東北線・JR南武線「川崎駅西口」より川崎市バス川66乗車、「井田病院」停留所下車[7]
- 川崎市バスの場合には、他の市バスから「井田営業所前」停留所と「井田病院」及び「中原老人福祉センター入口」停留所の区間に乗り継ぐ場合には、乗務員に申告することで新たな運賃を徴収しない継続乗車の特例が適用される。
  - 小杉駅東口・横須賀線小杉駅・元住吉駅から「井田病院」に行く市バスの本数はとても少ないので、上述の継続乗車の特例を利用することがよい。（様々な行き先のバスがあるが、いずれも「井田営業所前」に停車するバスは数多く運行されている。）